# 卡洛雷河畔卡斯泰尔韦泰雷
卡洛雷河畔卡斯泰尔韦泰雷（義大利語：Castelvetere sul Calore），是意大利阿韦利诺省的一个市镇。总面积17.06平方公里，人口1703人，人口密度99.8人/平方公里（2009年）。ISTAT代码为064024。